# Marisol Escobar
Marisol Escobar (Parigi, 22 maggio 1930 – New York, 30 aprile 2016) è stata una scultrice francese di origini venezuelane, che visse e lavorò a New York.

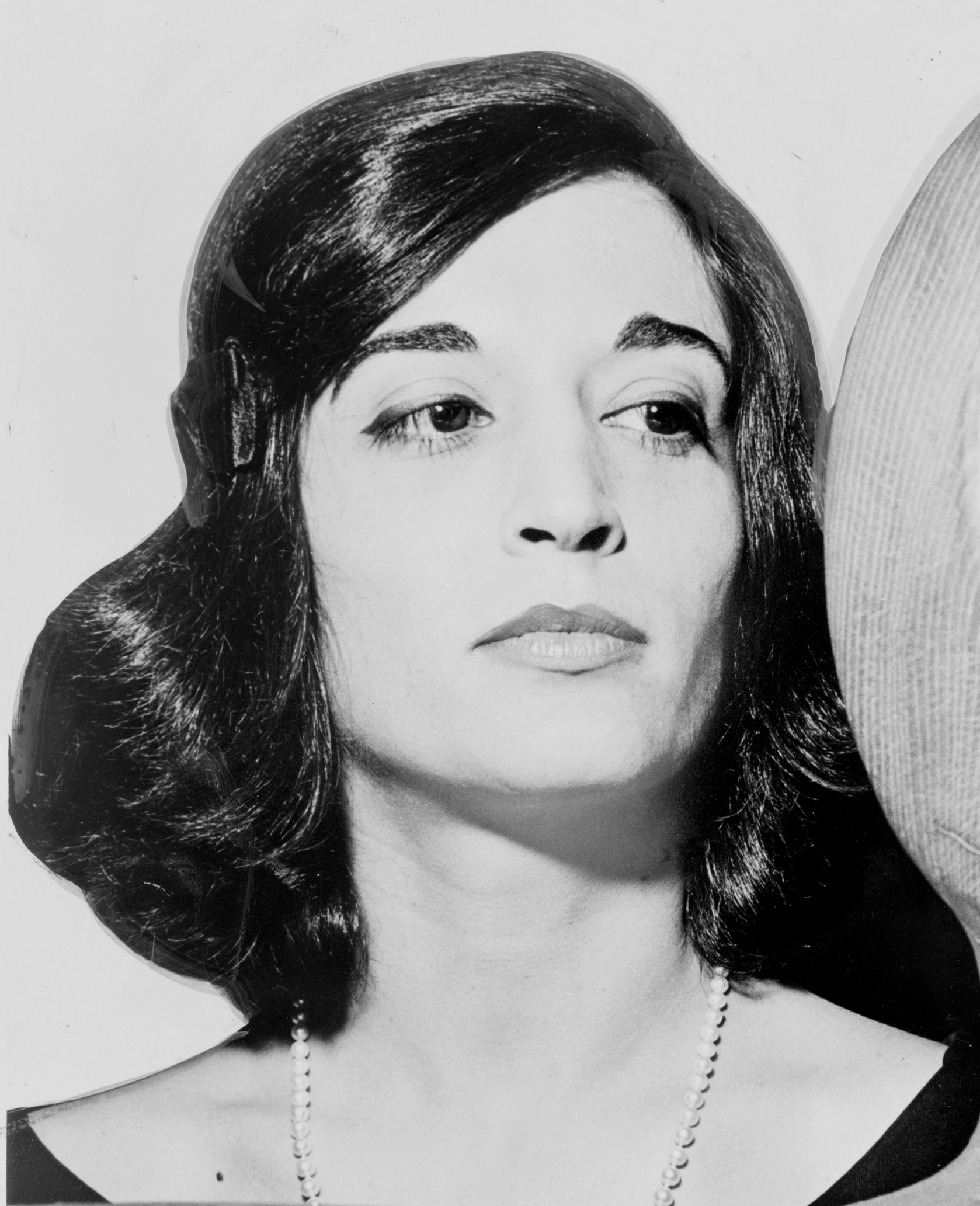
Marisol Escobar, 1963

Esplorò stili e correnti diverse - arte popolare, arte precolombiana, cultura pop, surrealismo - rendendo difficile la categorizzazione del suo lavoro, anche se generalmente viene ricondotta al movimento pop art americano: fu amica e, a detta di alcuni critici, ispiratrice di Andy Warhol, e fu a sua volta ispirata da artisti come Willem de Kooning.
Formatasi come disegnatrice e pittrice, acquistò fama negli anni sessanta con sculture di opere di grandi dimensioni, realizzate con tecniche miste (assemblage, disegno, fusione, intarsio). Le sue sculture a forma di scatola, spesso tableaux vivants o ritratti di personaggi famosi, sono realizzate su legno e metallo fuso e arricchite da stoffe, gesso, disegni, fotografie, oggetti recuperati da moli o terreni abbandonati.
Soggetti ricorrenti sono la famiglia, l'infanzia, i ruoli di genere e gli stereotipi femminili, le diseguaglianze sociali e i personaggi celebri o rappresentativi della vita della classe media americana degli anni sessanta, rispetto ai quali l'artista interviene con una vena critica, satirica e parodica, come nella rappresentazione di John Wayne, dell'ex presidente Lyndon B. Johnson, della famiglia Kennedy, dei bambini americani ipernutriti e degli appuntamenti mondani dei cocktail party, o con un sentimento empatico, come nell'omaggio riverente al vescovo sudafricano Desmond Tutu e alla pittrice Georgia O'Keeffe negli ultimi anni della sua vita.
Al culmine dalla sua popolarità negli Stati Uniti, andò a vivere in Asia e a Tahiti e viaggiò in diversi paesi per cinque anni; ritornata a New York, riprese il suo lavoro e lo continuò per decenni, lontano dai circuiti mediatici.
Dimenticata dalla narrativa ufficiale e dai manuali di storia dell'arte, tornò alla ribalta nel 2014, in occasione di una mostra a lei dedicata, organizzata dal Memphis Brooks Museum of Art, e, alcuni anni dopo la sua morte, avvenuta nel 2016, da un'altra grande mostra retrospettiva itinerante, Marisol: A Retrospective, promossa dal Buffalo AKG Art Museum, al quale l'artista ha lasciato gran parte di suoi lavori. Iniziata nel 2023 al Museo delle belle arti di Montréal, è proseguita al Museo d'arte di Toledo (Ohio), al Buffalo AKG Art Museum, per concludersi nel luglio 2025 al Dallas Museum of Art.

## Biografia
(Marisol, Diario, 1956, cit. in The Washington Post, 14 aprile 2021)

### Primi anni di vita e istruzione
Maria Sol Escobar nacque il 22 maggio 1930 a Parigi, secondogenita di genitori venezuelani. Il padre, Gustavo Hernandez Escobar, e la madre, Josefina, mecenate delle arti, provenivano da famiglie benestanti e vivevano di rendite derivanti dal petrolio e da investimenti immobiliari, che li portò a viaggiare frequentemente in Europa, negli Stati Uniti e in Venezuela.
Quando Marisol nacque, i genitori vivevano a Parigi, dove rimasero fino a quando lei compì cinque anni, per poi riprendere a viaggiare: "Ci spostavamo sempre, io e mio fratello, con le valigie [...] e alloggiavamo in hotel. Per i primi anni della mia vita, pensavo che tutti vivessero così". La bambina crebbe parlando fluentemente il francese e lo spagnolo, e i soggiorni negli Stati Uniti la resero trilingue.
Fortemente religiosa, nella sua prima adolescenza Marisol condannò gli agi e il lusso, sognando di diventare una santa e autoinfliggendosi punizioni, camminando sulle ginocchia fino a sanguinare e legandosi strettamente delle corde intorno alla vita, ad imitazione dei martiri.
Quando la madre si suicidò, nel 1941, fece il voto del silenzio: "Quando avevo undici anni decisi di non parlare mai più. Non volevo emettere suoni come facevano le altre persone. Non parlai davvero per anni, se non per ciò che era assolutamente necessario a scuola e per strada. Pensavano che fossi pazza". Soprannominata in seguito la "Garbo latina", per la sua attitudine al silenzio, tornò a parlare regolarmente ad alta voce solo a vent'anni.
Nonostante fosse rimasta profondamente traumatizzata dalla morte della madre, non smise di coltivare ed esprimere il suo talento artistico. Aveva iniziato a disegnare molto presto, incoraggiata dai genitori che erano soliti portarla a visitare i musei. Ammise più tardi in un'intervista che le sue prime creazioni risentirono dell'influenza delle fiabe, dei fumetti che leggeva da piccola - Dick Tracy, Paperino e Braccio di Ferro erano i suoi personaggi preferiti - e delle immagini dei santi che doveva copiare a scuola. Amava molto la precisione e quando copiava un disegno doveva essere perfetto. Vinse diversi premi artistici a scuola e si appassionò anche al ricamo, trascorrendo quasi quattro anni a ricamare il bordo di una tovaglia.

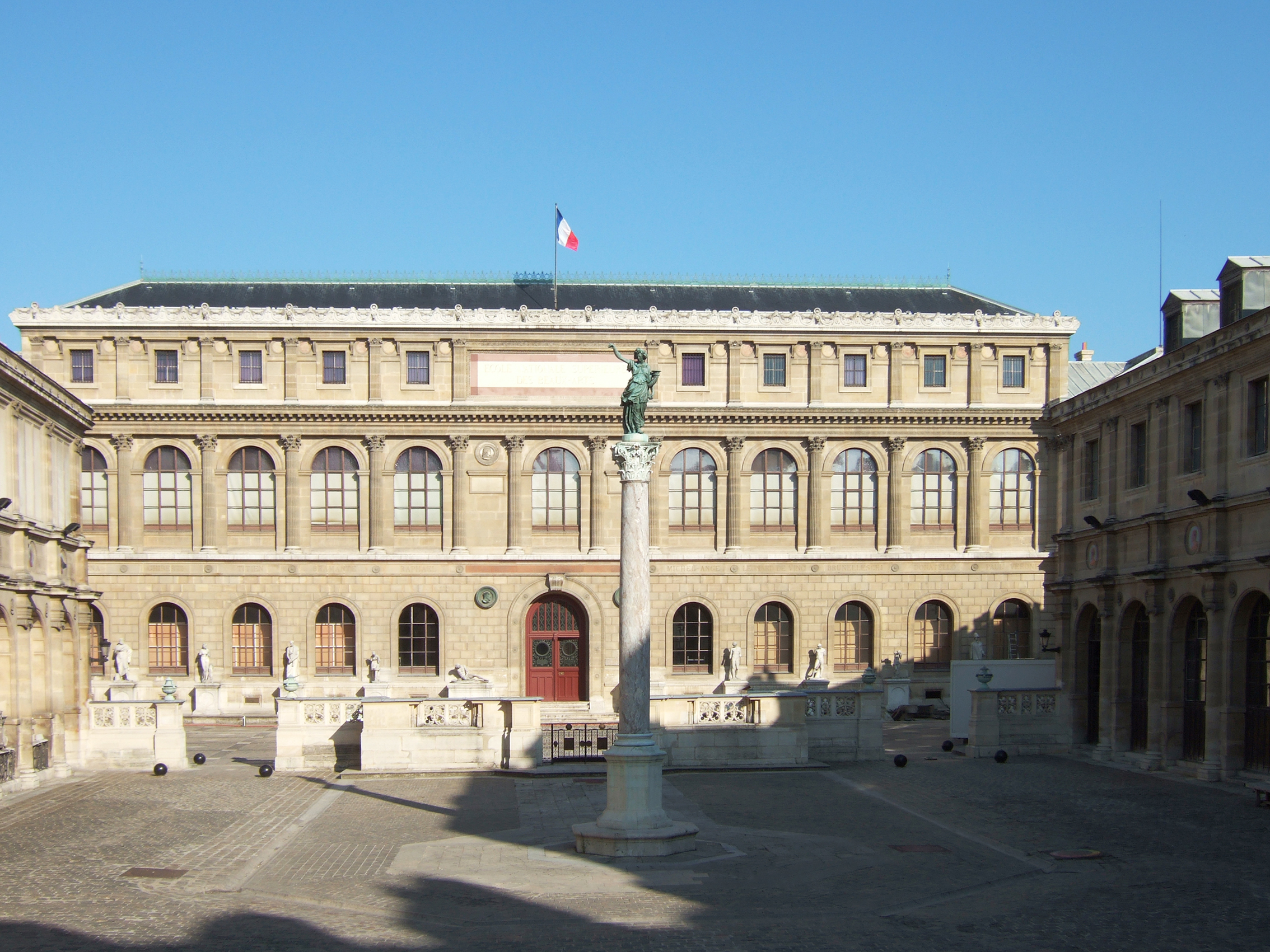
École des Beaux-Arts di Parigi, dove Marisol studiò per un anno

#### Trasferimento a Los Angeles
Dopo la morte della madre venne mandata dal padre in collegio a Long Island per un anno. Al suo ritorno, con il fratello maggiore Gustavo e il padre, viaggiò tra New York e Caracas. Nel 1946, quando aveva sedici anni, si trasferì con la famiglia a Los Angeles, dove venne iscritta alla Marymount High School, una scuola cattolica femminile; il suo comportamento introverso e ombroso venne avvertito dalle suore come una possibile minaccia di "cattiva influenza sulle altre ragazze", inducendo il padre a trasferirla in un'altra scuola.
Frequentò l'ultimo anno delle superiori alla Westlake School for Girls, l'esclusiva scuola femminile di Los Angeles cui venivano iscritte le figlie delle celebrità di Hollywood (tra le sue alunne ci fu Shirley Temple), dall'atmosfera più cosmopolita, dove le sue attitudini artistiche furono incoraggiate: in quell'anno venne scelta come artista per l'annuario del 1949 della scuola, Vox Puellarum. Si diplomò nel 1949.
Il padre di Marisol finanziò e sostenne il suo desiderio di diventare un'artista. La sua formazione artistica iniziò formalmente nel 1946; per circa tre anni e mezzo studiò disegno ai corsi serali dell'Otis Art Institute e al Jepson Art Institute, allora la scuola d'arte più innovativa di Los Angeles e punto di riferimento per la comunità artistica emergente, dove studiò con Howard Warshaw e Rico Lebrun. Sotto la guida di Warsham, che in seguito lavorò per Walt Disney, imparò a disegnare figure tridimensionali e a considerare le qualità grafiche di un soggetto.
Nel 1949 studiò per un anno arte all'École des beaux-arts di Parigi, dove le venne insegnato di imitare lo stile pittorico di Pierre Bonnard.
Tornata a New York nel 1950, prese lezioni d'arte dal pittore modernista Yasuo Kuniyoshi all'Art Students League e in seguito, trasferitasi alla New School for Social Research, fu allieva dell'artista Hans Hofmann. Per tre anni ne imitò diligentemente lo stile: "Hofmann - ammise successivamente - è stato l'unico insegnante da cui ho mai imparato qualcosa".

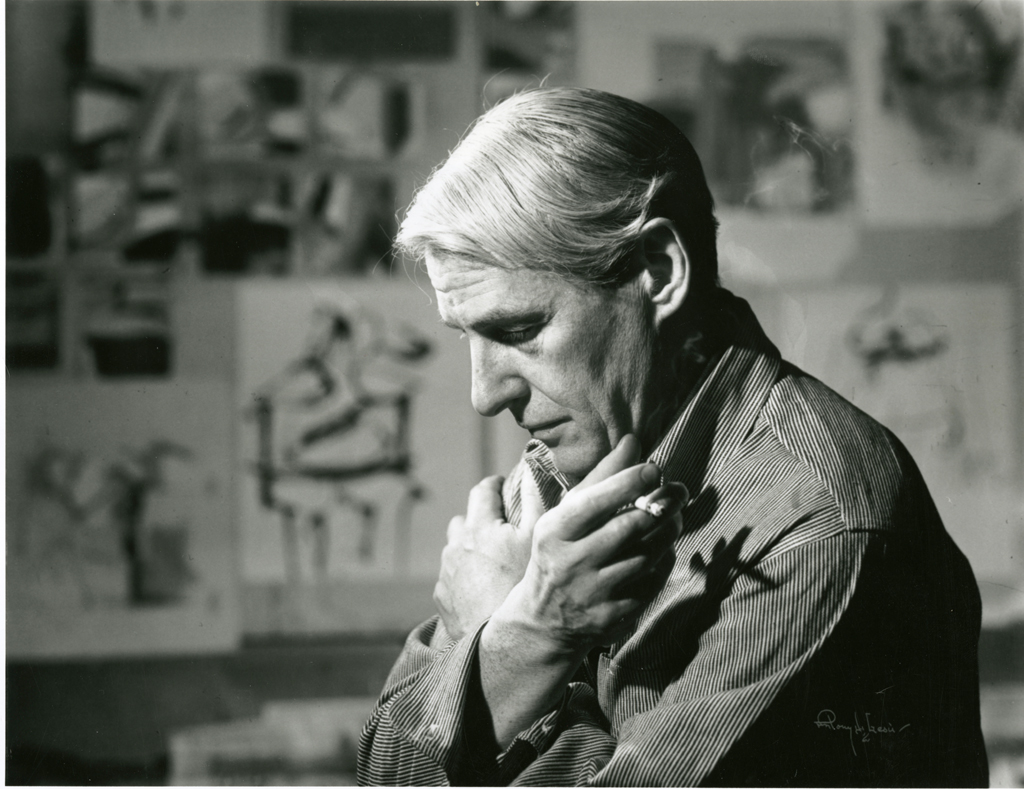
Willem de Kooning, una delle figure più influenti nella vita di Marisol

Attraverso quest'ultimo conobbe i principali esponenti dell'espressionismo astratto, come Jackson Pollock e Franz Kline e fece parte della comunità beatnik: “Negli anni Cinquanta, quando sono arrivata in questo paese, gli studenti erano davvero inconsapevoli. Non volevo andare al college perché lì era tutto così morto. Solo poche persone protestavano. Erano i beatnik. Andavo in giro con loro nel Village, e tutti pensavano che fossero un branco di pazzi."
Ricordando quegli anni, avrebbe in seguito commentato: "Ero una bohémien. Ero fatta di marijuana tutto il giorno e tutta la notte. Ero promiscua".
Frequentando la Cedar Tavern, il loro famoso ritrovo nel Greenwich Village, incontrò Willem de Kooning. L'artista di origine olandese, con cui ebbe una breve relazione nel 1954, divenne il suo mentore e la supportò nel suo lavoro; con lui mantenne un rapporto di amicizia che durò tutta la vita.

### Inizio carriera

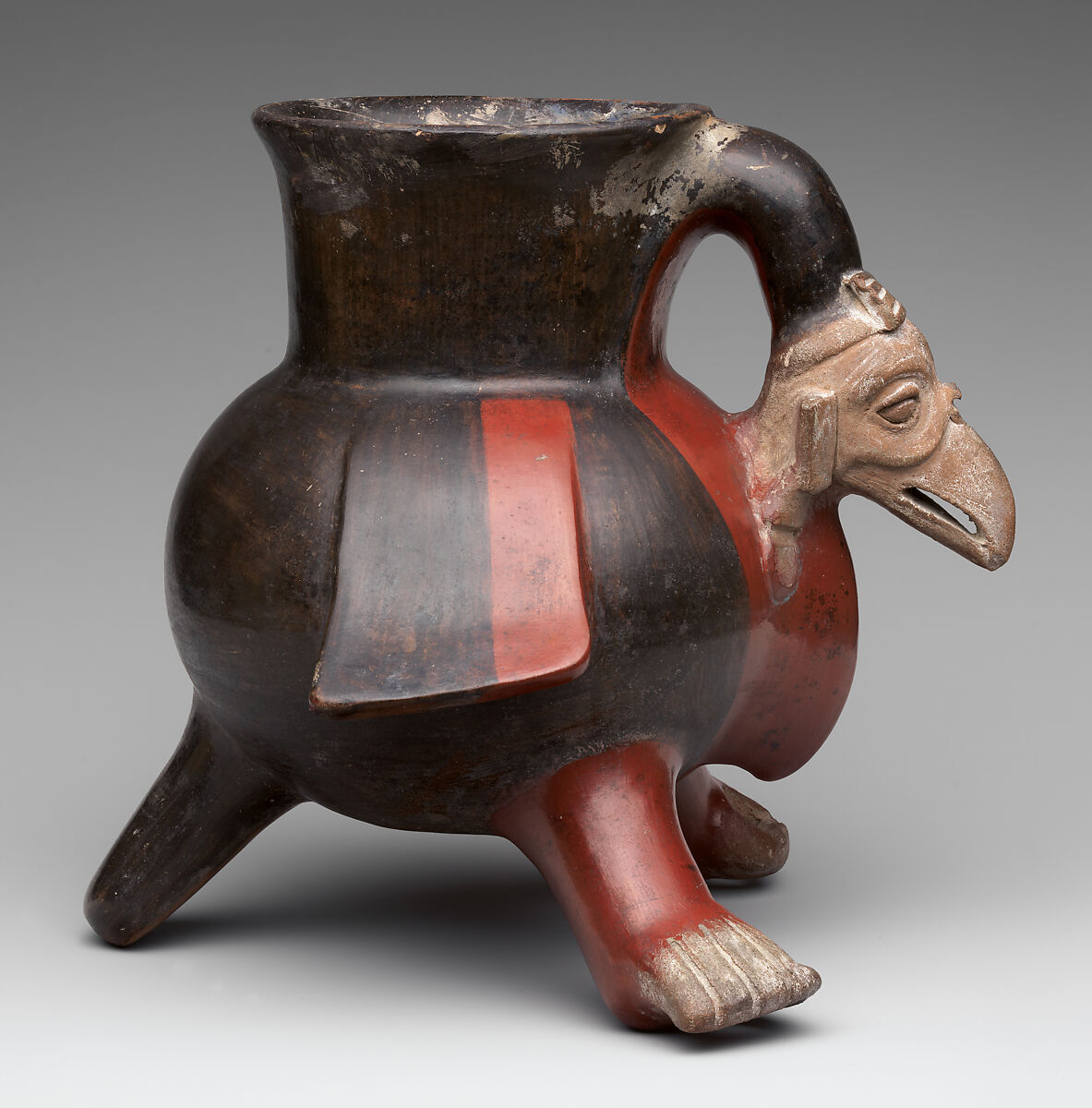
Vaso azteco a treppiede a forma di avvoltoio, Metropolitan Museum of Art, New York

Un'altra importante amicizia che influenzò il suo lavoro fu quella con lo scultore William King, autore di opere dalla vena umoristica e di impegno sociale, impegnato negli anni '50 a costruire un'alternativa all'espressionismo astratto. Da lui imparò le tecniche di fusione in gesso, e con lui condivise l'interesse per l'arte nativa americana. Visitando i musei di New York, e alcune scultore in Messico dove si era recata per trovare il padre, Marisol scoprì l'arte delle culture indigene; in particolare rimase colpita da una mostra di giare di ceramica precolombiana Mochica esposte in una galleria di New York, da scatole messicane con all'interno piccole figure intagliate, e dall'arte popolare americana primitiva.
Queste nuove scoperte la portarono ad abbandonare l'interesse per la pittura e ad avvicinarsi alla scultura. Nel 1953 realizzò le prime sculture in terracotta e legno, dalle forme arrotondate e tozze, spesso simili ad oggetti rituali.
Così commentò in seguito questa sua svolta: "È iniziata come una specie di ribellione. Tutto era così serio. Anch'io ero molto triste e le persone che incontravo deprimenti. Ho iniziato a fare qualcosa di divertente per essere più felice, e ha funzionato. Ero anche convinta che a tutti sarebbe piaciuto il mio lavoro perché mi divertivo così tanto a farlo. È successo."

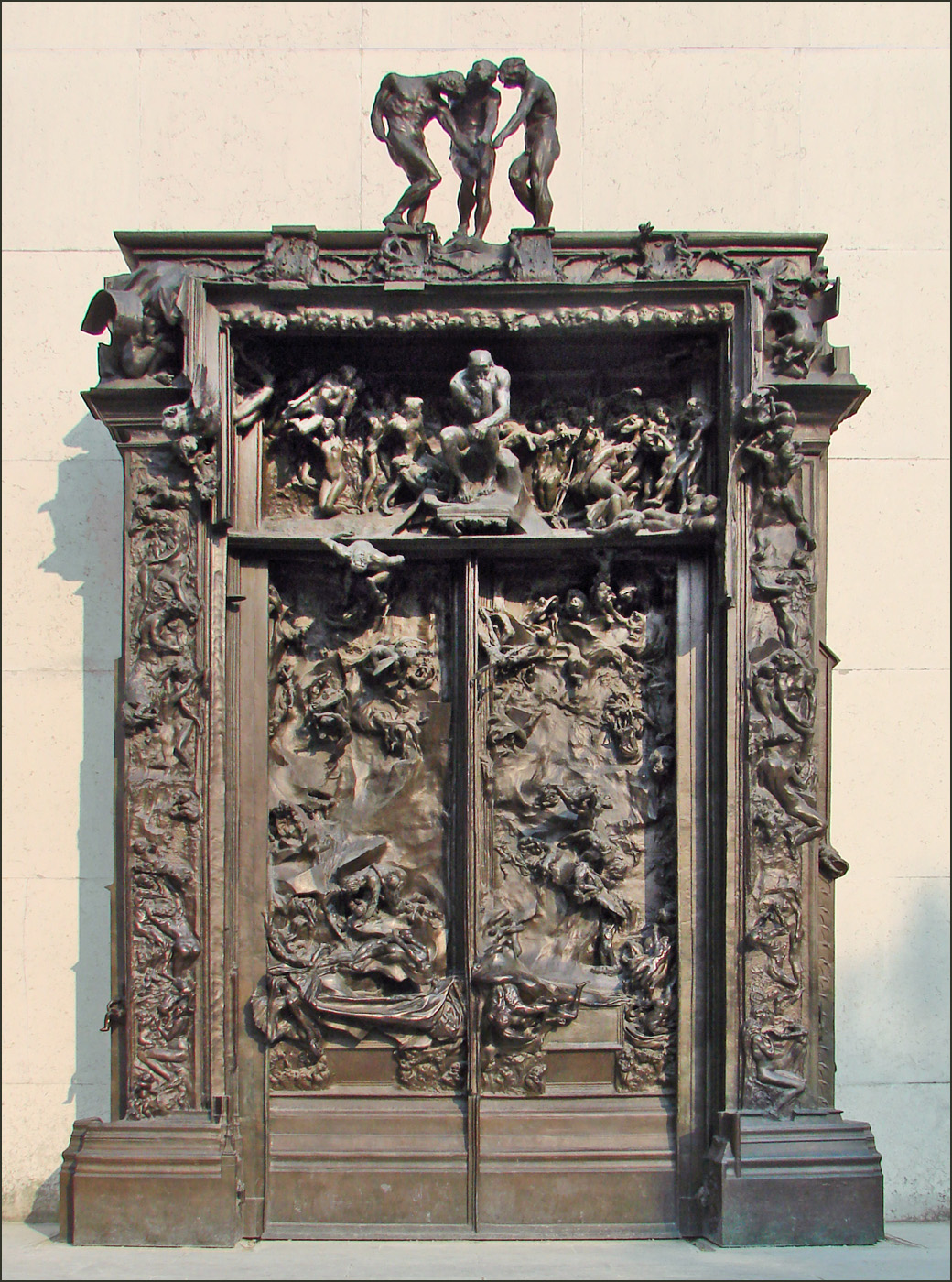
La porta dell'inferno di Rodin

Nel suo periodo di sperimentazione, alcune sculture di bronzo popolate di figure richiamano La porta dell'inferno di Auguste Rodin.
Le sue sculture di animali e figure totemiche ispirate all'arte precolombiana e le figure in miniatura, assemblate e disposte in gruppi, catturarono l'attenzione del collezionista e mercante d'arte Leo Castelli, che nel 1957 espose le sue opere, insieme a quelle di Jasper Johns e Robert Rauschenberg, in una galleria da poco inaugurata sulla East 77th Street.

#### Prima personale. 1958, Leo Castelli Gallery
L'anno seguente Castelli organizzò la prima mostra personale della giovane scultrice, che in questo periodo smise di usare il proprio cognome, facendosi chiamare semplicemente Marisol, per "distinguersi dalla massa".
Benché avesse ricevuto una favorevole risposta dalla critica, Marisol, presa dal panico dopo l'esordio in pubblico, fuggì da New York per Roma, dove trascorse oltre un anno studiando la pittura del Rinascimento: "Mi sono spaventata così tanto dopo aver fatto la mia prima mostra, che sono andata in Europa e sono scomparsa".
Tornata negli Stati Uniti, attese qualche tempo prima di ritornare a scolpire, per poi orientarsi su opere a grandezza naturale, ritratti tridimensionali, ispirati a ricordi personali, o basate su oggetti ritrovati, come un pezzo di legno che divenne la sua scultura Mona Lisa, e un vecchio divano che si trasformò ne La visita.

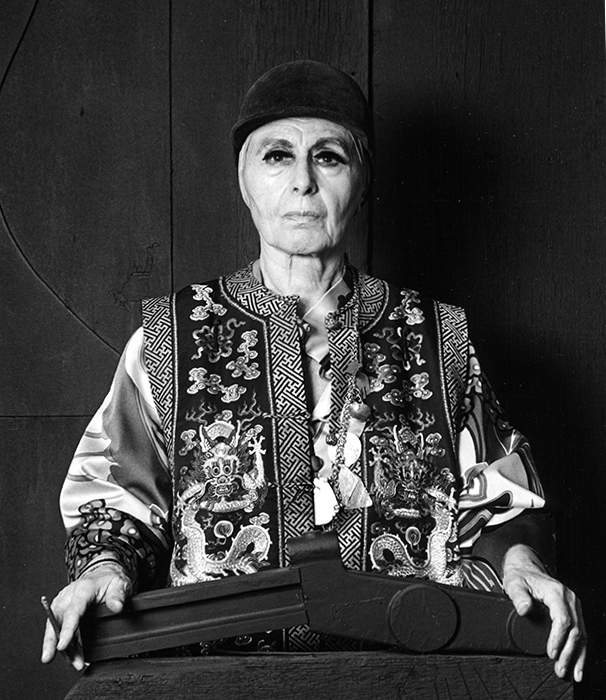
La scultrice statunitense Louise Nevelson

Trovò ispirazione per questo cambiamento durante una visita all'artista Conrad Marca-Relli, esponente della prima generazione di artisti espressionisti astratti della New York School; nella sua casa di East Hampton, rimase affascinata da alcune forme di cappelli che trovò in un sacco, le cui dimensioni le suggerirono sculture a grandezza naturale. Iniziò a realizzare nuove opere su questa scala, incorporò questi oggetti nelle sue sculture di figure umane, aggiungendo calchi di gesso di parti del suo corpo. Ne è un primo esempio Tea for Three (1960), in cui le tre teste da clown che spuntano da un unico corpo di legno, con i colori della bandiera venezuelana, vestono le forme dei cappelli ritrovati dall'artista, scolpiti e dipinti; il volto è quello della stessa autrice, riportato in un calco di gesso; gli occhi sono vetri incastonati nel legno, una mano al centro regge una tazza di tè, i piedi hanno forma di dondolo.
Si racconta che verso la fine degli anni cinquanta Marisol fu protagonista di un episodio che la rese una leggenda nell'ambiente artistico di New York, contribuendo al mito di impenetrabilità che ha circondato la sua persona e il suo lavoro. Un giorno venne invitata a partecipare a una tavola rotonda organizzata da un gruppo di artisti del Greenwich Village, fondato nel 1949 e conosciuto come The Club; tra i suoi membri annoverava i più importanti pittori, scultori, ballerini, scrittori, critici d'arte e pensatori della New York del tempo, ma aveva anche fama di tenere un atteggiamento poco rispettoso nei confronti dei giovani artisti. Marisol si recò all'incontro indossando una maschera bianca, decorata in stile giapponese, legata con dei fili, suscitando le ire del pubblico che pretese che lo sconosciuto si palesasse. Quando le proteste si fecero assordanti, Marisol sciolse i fili, rivelando il suo viso, truccato esattamente come la maschera che si era appena tolta. "È qualcosa a cui solo lei avrebbe pensato, e ha causato un bel po' di scompiglio."

### Anni sessanta

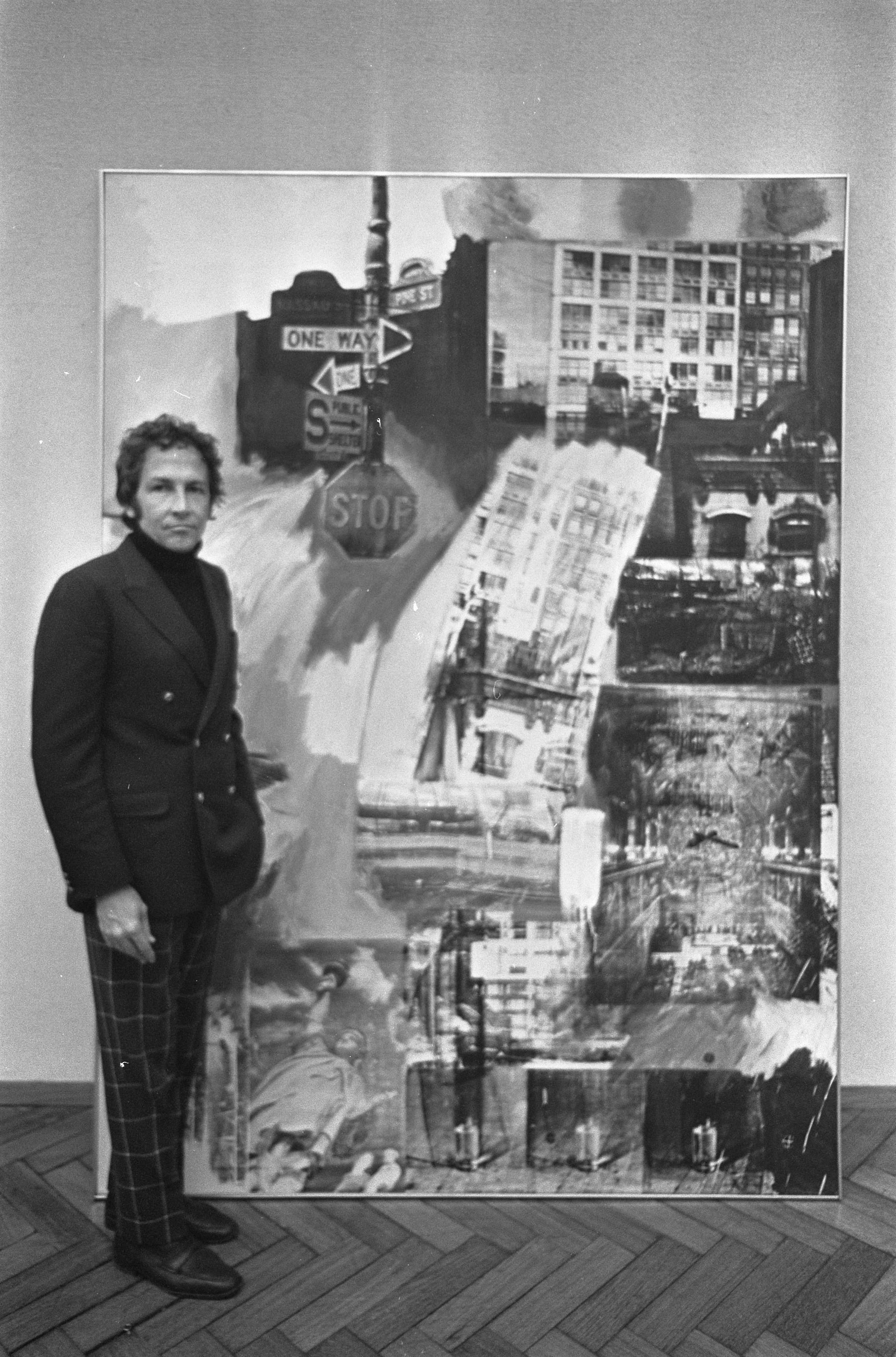
Robert Rauschenberg con un'opera esposta al Stedelijk Museum di Amsterdam, 1968

Tra la fine degli anni cinquanta e i primi anni sessanta si affermò negli stati Uniti il movimento artistico della pop art, promotore di uno stile figurativo concentrato su temi e oggetti della cultura di massa; il periodo in cui Marisol tornò a New York coincise con la transizione tra l'espressionismo astratto e questa nuova corrente artistica.
Marisol conosceva i lavori di Jasper Johns, come Target (1961), il suo uso innovativo di simboli quotidiani, i collage e le monumentali sculture cromatiche di Louise Nevelson, l'uso di materiali vari sperimentato da Picasso, ma soprattutto, come la nuova generazione di artisti che si stava formando, trasse ispirazione dai Combines di Robert Rauschenberg, sviluppando tuttavia un suo lavoro distintivo.
Si concentrò su figure su larga scala, create attraverso la combinazione di tecniche diverse - pittura, disegno, collage, fusione e intaglio - e materiali compositi, allo stato grezzo o ricavati da oggetti ritrovati o rinvenuti nella spazzatura, tra cui scarpe, tessuti, cappelli, parrucche, specchi, creando un gioco di contrasto tra due e tre dimensioni, illusione e realtà, mantenendo un legame con il linguaggio dell'arte popolare e precolombiana.
Nel 1961 partecipò con una sua opera, From France (1960), alla mostra intitolata The art of Assemblage organizzata al Museum of Modern Art.
La sua mostra personale nel 1962, alla New York Stable Gallery di Eleanor Ward, sulla 57th Street, la rese nota al pubblico e alla critica. Tra le tredici opere esposte vi era il suo primo famoso tableau, The Kennedy Family (1961), in cui viene ritratta la famiglia americana più famosa, la "coppia politica regnante", in un'occasione ufficiale, il battesimo di John Jr.: John Kennedy, la figlia Caroline, la moglie Jackie con in braccio il neonato, simili a scatole, con sfere al posto delle teste, i lineamenti, i capelli e gli abiti dipinti, sono collocati in piedi, rigidi nella loro posizione, su piattaforme rialzate.
Nella stessa mostra, The family (1962), che ricorda le fotografie di Dorothea Lange ai tempi del Dust Bowl, ne rappresenta l'antitesi, rivelando l'interesse dell'autrice per i temi sociali. Realizzata con blocchi di legno e l'aggiunta di oggetti ritrovati (scarpe da ginnastica e una porta, posta sullo sfondo della scultura), presenta una famiglia di estrazione contadina, priva della figura paterna: la madre in posa, seduta con un bambino in braccio, ha alla sua destra due figlie in piedi, vestite modestamente, e sulla sinistra il giovane figlio con una tuta da lavoro.
Nella scultura The Generals (1961-62), un omaggio alla doppia nazionalità di Marisol e "parodia dell'eroica statuaria equestre", sono rappresentati quasi a grandezza naturale George Washington e il leader venezuelano Simón Bolívar, seduti su un cavallo giocattolo a forma di botte; le mani di entrambi sono calchi di quelle dell'artista.

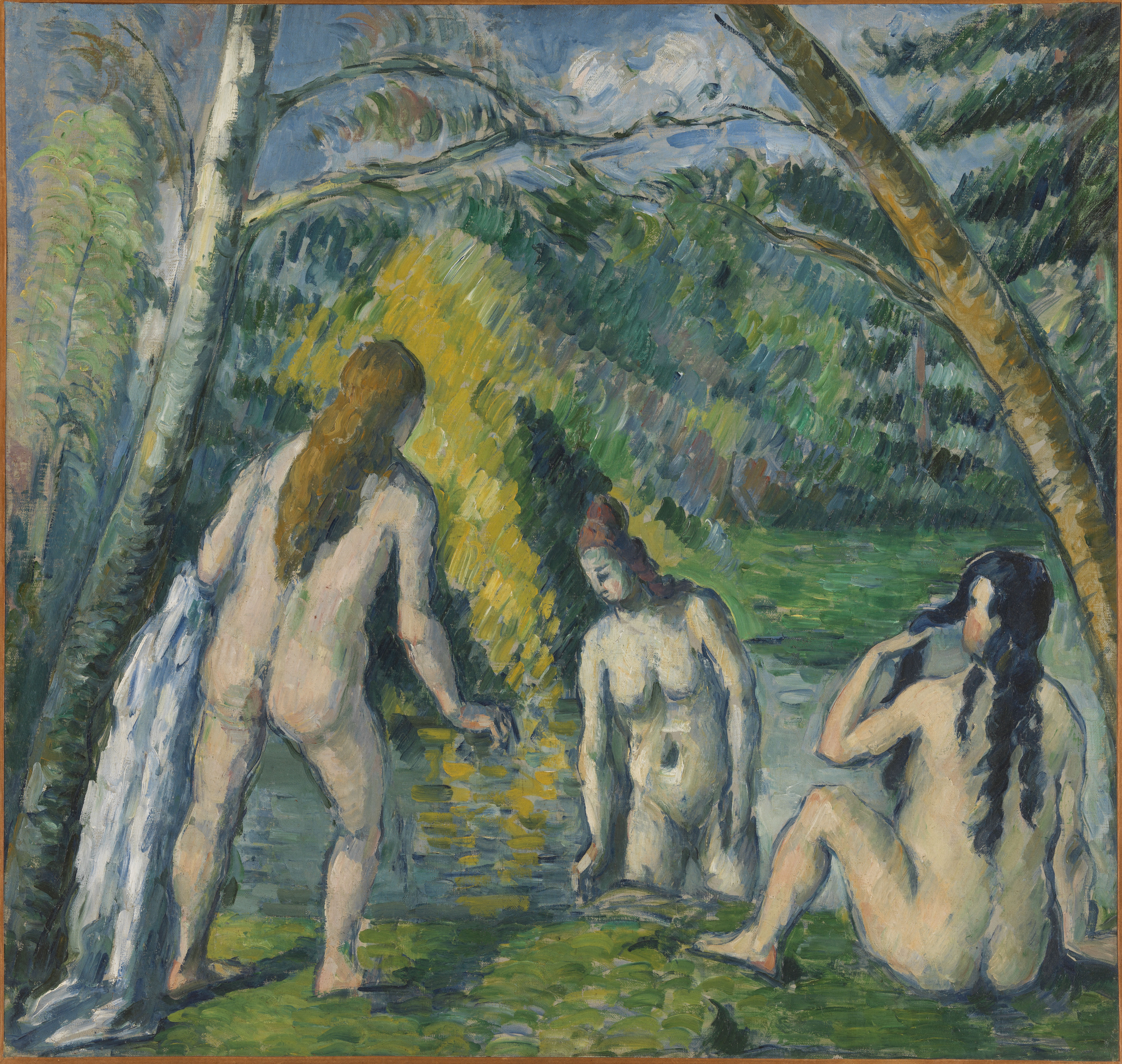
Paul Cézanne, Le tre bagnanti. Nell'opera Bathers, Marisol si ispirò alla tradizione dei nudi di bagnanti.

In Bathers (1961-1962), una scultura di ispirazione cubista, basata sull'assemblaggio, il disegno e la pittura, che riprende il tropo dell'arte dei nudi balneari, tre donne bagnanti si godono il sole su una spiaggia; una parete blu, usata da una di loro come appoggio, e nella quale il suo corpo viene in parte inglobato, simboleggia il mare; i loro volti e i costumi da bagno sono dipinti sul legno, i piedi e le mani sono di ceramica modellata; una bagnante, sdraiata a pancia in giù e probabilmente nuda, indossa un cappello giallo brillante e ha il fondoschiena modellato in argilla chiara.
La mostra ebbe un grande successo: alcune istituzioni e musei, come l'Albright-Knox Gallery di Buffalo e il Museum of Modern Art (MoMA) e privati come l'imprenditore e mecenate Roy Neuberger, acquistarono pezzi per le loro collezioni.
Nel novembre del 1962 la Galleria Dwan organizzò una grande mostra orientata al pop intitolata My Country 'Tis of Thee, cui partecipò anche Marisol, insieme ad artisti come Warhol, Lichtenstein, Johns, Wesselmann, Indiana, Oldenburg, Kienholz, Rauschenberg e Rosenquist. Nello stesso anno l'artista venne inserita nella lista A Red-Hot Hundred della rivista Life e cominciò ad apparire con una certa frequenza anche sulle copertine di Harper's Bazaar, Glamour, Vogue, Time.
Nel 1963 il MoMa, nell'ambito della mostra Americans 1963, espose in una galleria quattro grande opere della scultrice - The Bathers, The Blacks, The Generals, Mona Lisa, The family (1962) - riconoscendone il valore: a soli trentatré anni Marisol venne accolta nel canone, fu contesa dalle più note gallerie e invitata agli incontri e ai ricevimenti più in vista dell'élite culturale e artistica newyorkese.

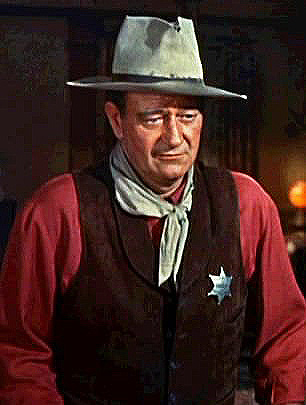
John Wayne, qui ritratto nel film Rio Bravo, fu una delle celebrità rappresentate nelle opere di Marisol

Di questo periodo sono altre opere famose dell'artista, come Women and Dog (1963-64), in cui un gruppo di donne borghesi vestite alla moda, due delle quali con facce multiple, calchi del volto di Marisol, passeggiano con una bambina e un cane (con una vera testa imbalsamata) al guinzaglio. Altre riproducono celebrità del tempo, come John Wayne (1963), ritratto con l'immancabile pistola, ritto su un cavallo da giostra, con la testa cubica da cowboy coperta da una sorridente fotografia pubblicitaria, un'opera commissionatale dalla rivista Life, e realizzata dall'autrice come una parodia dell’ideale macho, ed Andy (1962-1963), dedicata all'amico e collega Andy Warhol, ritratto seduto su una sedia, con le sue vere scarpe sul pavimento e un calco delle mani dell'autrice giunte in grembo.
Come Warhol, Marisol introdusse nelle sue opere, come forma d'arte, calchi di parti del proprio corpo e immagini del proprio volto, rendendole una cifra del suo stile. Nell'opera Baby Girl (1963), poi acquisita dal Buffalo AKG Art Museum, l'immagine/autoritratto del viso dell'artista compare nella bambola posta sulle ginocchia della grande scultura della bambina, così come in quella tenuta in mano dal bambino in calzoncini azzurri, che ricorda molto Picasso, intitolata Baby Boy (1963).
Nella successiva The Party, (1965-66), una delle sue opere più famose, le quindici sculture in legno (tredici invitati e due servitori), a grandezza naturale, collocate nello scenario di un cocktail party, indipendenti l'una dall'altra e ognuna agghindata a festa e caratterizzata da particolari ornamenti, vestiti dipinti o incollati, scarpe e accessori fuori luogo, come un grande papillon, una corona ornata e piccoli televisori per occhiali, hanno tutte il suo volto, in calco di gesso, fotografia o frammenti, interpretato dalla critica come espressione dell' "alienazione personale dell'artista dai rituali dell’alta società", di cui l'opera rappresenta una satira. Riguardo a The Party, la stessa Marisol dichiarò: "Non ho mai voluto far parte della società. Ho sempre avuto orrore dello schema, del comportamento convenzionale. Per tutta la vita ho voluto essere diversa, non essere come chiunque altro. Mi sento a disagio con i codici di condotta stabiliti".
Per quanto riguarda quella che venne definita la sua ossessione per gli autoritratti, avvertita dai critici come una forma di narcisismo, Marisol avrebbe precisato in un'intervista: "La verità è che uso la mia faccia perché è più facile. Quando voglio fare un viso o delle mani per una delle mie figure, di solito sono l'unica persona in giro da usare come modella".
La famiglia rimane uno dei soggetti maggiormente trattati da Marisol: nel periodo tra il 1954 e il 1961 realizzò trentacinque opere d'arte legate a questo tema, all'interno del quale pose in evidenza i caratteri del potere e del privilegio. Una litografia del 1961, Family Portrait, basata sulla fotografia della famiglia Escobar in un parco nel 1934, riporta sia l'intera famiglia che, isolata, la coppia dei genitori. Quando il padre si risposò, Marisol, che non andava d'accordo con la matrigna, non avrebbe mai ritratto la nuova famiglia, ma nel 1968 avrebbe realizzato la scultura Mi Mama y Yo, in acciaio verniciato e bronzo, in cui sulla panchina del parco, una bambina, in piedi, con un'espressione molto concentrata, protegge dal sole con un ombrello la madre seduta e sorridente.
All'interno di questo tema non manca, da parte dell'autrice, uno sguardo critico rivolto ai ruoli di genere e alle dinamiche sociali. Dopo l'antitetica coppia di opere The Kennedy Family (1961) e The family (1962), presentata nella sua mostra alla New York Stable Gallery, nel 1963 Marisol produsse un'altra scultura intitolata The Family; una madre con due figli al suo fianco, vestita elegante, sfoggia un largo sorriso, nonostante un grande cappello le copra la vista, e spinge una carrozzina con due bambini, mentre un marito imponente, altrettanto sorridente, in giacca e cravatta, è dietro di lei, sovrastandola. In un numero di dicembre del 1970 il settimanale Time riportò quest'opera in copertina, commentando: “La famiglia degli Stati Uniti: AIUTO!”

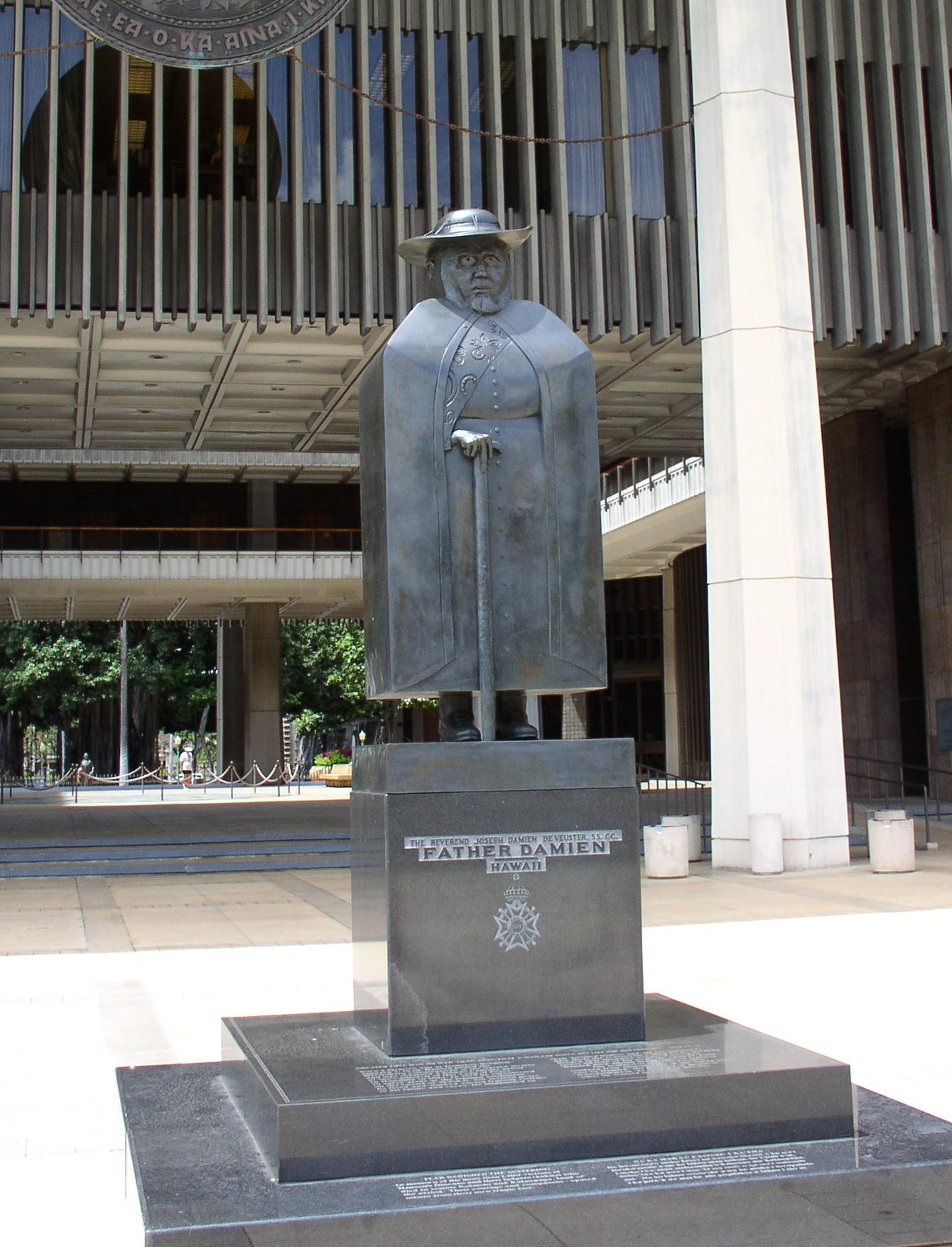
Padre Damiano (1969) si trova all'ingresso del Campidoglio dello Stato delle Hawaii a Honolulu

Marisol non si sposò né ebbe figli; alle insistenti domande dei giornalisti sul suo status, sui suoi desideri e progetti, rispose con delle sculture, che "esplorano l'idea di autonomia", come Dinner Date (1963), un autoritratto in cui si raffigurò mentre cenava con un'altra se stessa (ospite e padrona di casa), e The Wedding (1962-1963), dove sia la sposa che lo sposo hanno il suo volto.
Nel novembre del 1967 si svolse un'altra mostra personale dell'artista, che ottenne un notevole successo, alla Galleria di Sidney Janis, un collezionista d'arte a cui Marisol dedicò una scultura, Portrait of Sidney Janis.
Nel 1967 realizzò l'opera Charles de Gaulle, basata su una serie di fotografie e immagini dello statista, reinterpretate dall'artista, e LBJ (1967), una rappresentazione dell'ex presidente degli Stati Uniti Lyndon B. Johnson dalle dimensioni imponenti, ritratto mentre tiene nel palmo della mano tre piccole donne, sua moglie e le sue figlie, simili a scriccioli grigi, un riferimento alla moglie di Johnson, nota come Lady Bird.
Verso la fine degli anni sessanta le sue opere vennero esposte in diverse mostre all'estero: Germania, Olanda, Gran Bretagna e Giappone.
Nel 1968 partecipò alla Biennale di Venezia, dove rappresentò il Venezuela. Nello stesso anno prese parte alla mostra internazionale d'arte di Kassel documenta e al Museum Boymans di Rotterdam presentò un'ampia selezione delle sue opere.
Nel 1969 realizzò un'opera monumentale che raffigurava Padre Damiano, il sacerdote belga che sacrificò la sua vita per i lebbrosi dell'isola di Moloka'i, vincendo il concorso promosso dalla Commissione per la Statuaria dello Stato delle Hawaii, cui avevano partecipato sessantasei artisti. L'opera si trova all'ingresso del Campidoglio dello Stato delle Hawaii a Honolulu, e una seconda fusione in bronzo è esposta nella National Statuary Hall Collection nel Campidoglio degli Stati Uniti.
Subito dopo Marisol abbandonò la scena artistica e intraprese dei lunghi viaggi in Estremo Oriente e in America centrale e meridionale che durarono diversi anni.

#### Marisol e Andy Warhol
Il suo incontro con Andy Warhol, giunto come lei a New York nel 1950, viene generalmente collocato nel 1962, in occasione di una cena organizzata dal pittore e scultore Frank Stella. Nell'anno in cui si conobbero, o nel successivo, Marisol realizzò una scultura di Warhol seduto su una sedia, con le scarpe sul pavimento e un calco delle mani dell'autrice giunte in grembo.

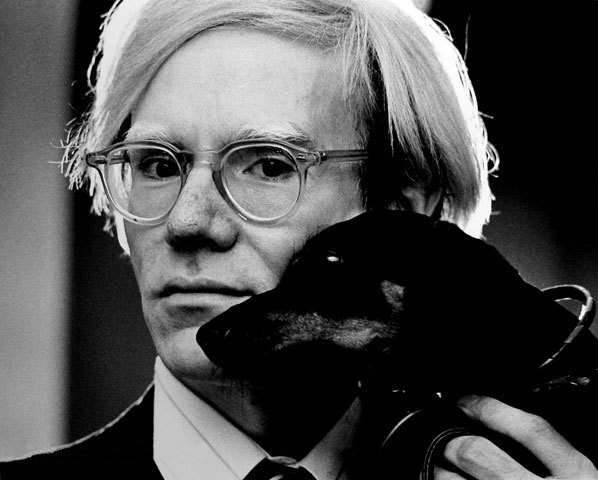
Andy Warhol in un ritratto di Jack Mitchell

La scultrice era già nota e rispettata quando conobbe Warhol, che a quel tempo non era conosciuto quanto lei. Entrambi erano rappresentati dalla Stable Gallery di Eleanor Ward. Si influenzarono a vicenda lavorando su temi simili, come quelli legati alla politica americana e alla cultura del consumo, con opere in cui usarono icone popolari come la famiglia Kennedy e le bottiglie di Coca Cola: Warhol nel dipinto Green Coca-Cola Bottles, Marisol nella scultura Love (1962).
Un anno dopo averlo conosciuto, la scultrice prese parte ai primi film sperimentali underground dell'amico artista: Bob Indiana, Etc. (1963), dove venne ripresa insieme ad altri artisti nella casa estiva di Eleonar Ward, mercante d'arte e fondatrice della Stable Gallery, promotrice dei più noti artisti del periodo, come Joseph Cornell, Joan Mitchell, Robert Rauschenberg e Cy Twombly; Kiss (1963), un documentario in cui tredici coppie si baciano, ognuna per tre minuti e mezzo, dove compare abbracciata al pittore Harold Stevenson; Marisol-Stop Motion (1964), un corto in cui l'artista compare in mezzo alle sue sculture;The Thirteen Most Beautiful Women (1964), in cui Warhol riprende sotto forma di "provino" (screen test) donne sconosciute, artiste famose e celebrità, tra cui Marisol, di cui si vede in primo piano, con effetto sfocato, su uno sfondo di colore chiaro, il viso pallido in contrasto con la massa scura di capelli. Andy Warhol la definì "la prima ragazza artista con glamour".
I suoi rapporti con Andy Warhol, la natura delle reciproche influenze e il suo ruolo nell'ambito della pop art statunitense degli anni sessanta sono ancora oggetto di studio e soggetto di mostre, come quella svoltasi nel febbraio 2022 all'Andy Warhol Museum: Marisol and Warhol Take New York, che ripercorre l'emergere dei due artisti a New York agli albori della pop art nei primi anni '60, fino al 1968.

### Anni settanta
Marisol fece ritorno a New York dopo alcuni anni trascorsi in paesi diversi, tra cui l'India, la Thailandia, la Cambogia, e aver svolto a lungo l'attività di immersione subacquea, appresa e praticata nei fondali marini di Tahiti, e in seguito estesa a tutti gli oceani del mondo.

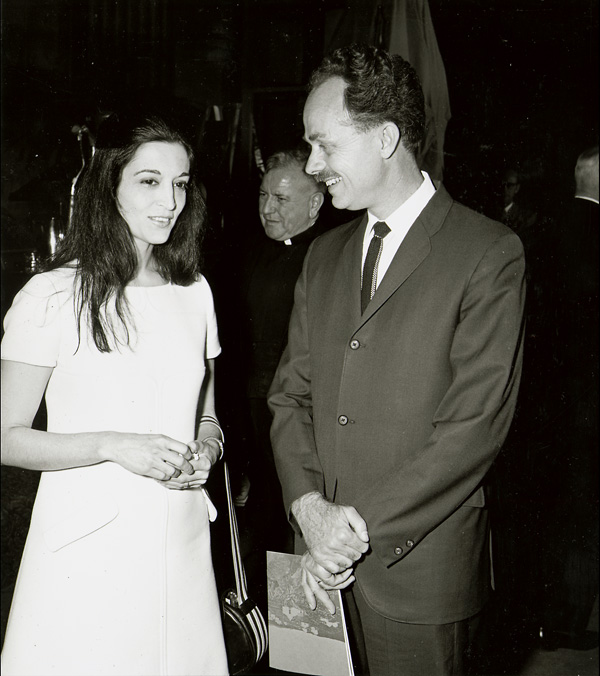
Marisol al Campidoglio

Le sculture che caratterizzano questa nuova fase ritraggono forme di pesci, spesso predatori, come squali e barracuda, scolpiti nel mogano, molti dei quali con i lineamenti del suo viso. In Triggerfish 1 (1970), il pesce balestra ha il volto dell'artista, con la bocca spalancata, pronta a nutrirsi di qualche preda.
Diversi critici hanno interpretato queste opere come visioni surreali da incubo, mostri del mare che esprimono angoscia e dolore, ma esprimerebbero anche rispetto per la natura e la ricerca di un equilibrio ecologico. Marisol, parlando successivamente di questa produzione, avrebbe negato di aver voluto trasmettere queste sensazioni negative, mentre avrebbe ammesso di aver perso in quel periodo ogni interesse per il pubblico e di essersi posta qualche interrogativo su quello che stava producendo: "A un certo punto ho pensato che stavo realizzando armi, perché avevo questi pezzi lunghi e sottili e miravano fuori dalla finestra come missili."
In questo periodo realizzò anche numerose serigrafie, disegni con matite colorate e gessetti su temi erotici, figure di grandi dimensioni e assemblaggi.
Nel 1977 realizzò una serie di sculture-ritratto raffiguranti varie personalità del mondo dell'arte, riguardanti persone da lei conosciute e ammirate, come la scultura della danzatrice e coreografa Martha Graham (Portrait of Martha Graham, 1977), del pittore Pablo Picasso (Picasso, 1977) e della pittrice Georgia O'Keeffe, seduta su un vecchio ceppo d'albero con il suo bastone da passeggio, affiancata da due cani chow chow (Portrait of Georgia O'Keeffe with Dogs, 1977), un'opera che alcuni anni dopo venne rielaborata, sostituendo i cani con un'antilope (Portrait of Georgia O'Keeffe with antelope, 1980).
Nel 1978 venne eletta membro dell'Accademia Americana delle Arti e delle Lettere.

### Anni ottanta e novanta
All'inizio degli anni ottanta Marisol continuò nella realizzazione di sculture-ritratto, tra cui quella dedicata a Willem de Kooning (Portrait of Willem de Kooning, 1980), ripreso nella sulla sua sedia preferita, una sorta di trono, con le mani appoggiate sui braccioli e una mano supplementare sul ginocchio e a Marcel Duchamp (Portrait of Marcel Duchamp, 1981). Tutte queste sculture vennero poi esposte nel 1981 nella collezione Artists and Artistes alla Sidney Janis Gallery di New York nel 1981. 

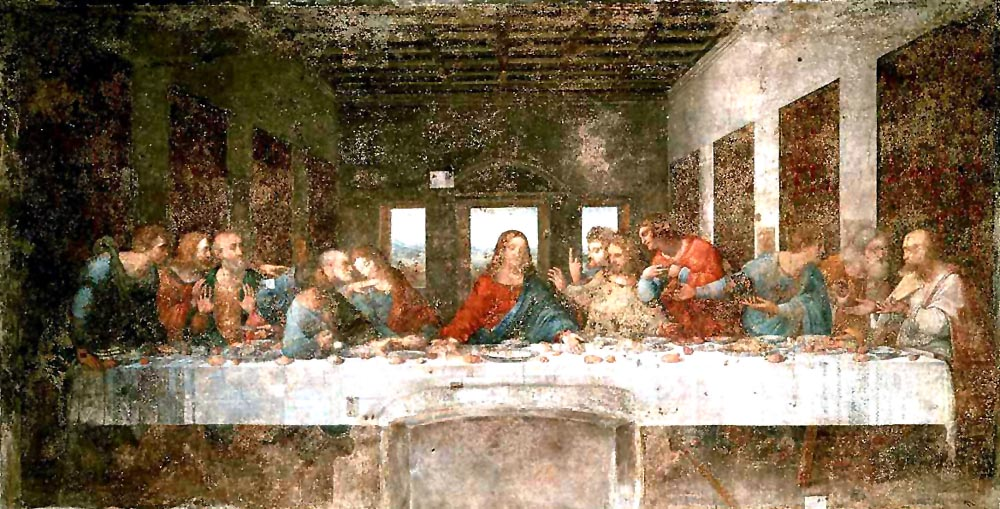
Leonardo da Vinci, Ultima cena

Nel 1984 tornò ai tableaux tridimensionali in una ricreazione satirica dell'Ultima Cena di Leonardo Da Vinci, lunga nove metri, in cui le tredici figure seguono esattamente la composizione del dipinto. Mentre la figura di Cristo è scolpita in un pezzo di arenaria recuperata, le altre sono in legno, indossano vestiti e scarpe reali, hanno parti del corpo dipinte e le mani in calco di gesso, simili a marionette. Nell'opera è compresa una rappresentazione scultorea a grandezza naturale dell'artista mentre contempla il tableau.
Marisol realizzò anche un'opera basata sulla Vergine con Sant'Anna di Leonardo da Vinci. Continuò a lavorare in quello stile negli anni '90. Nel 1991 la National Portrait Gallery promosse una popolare mostra di suoi ritratti. 
Uno dei soggetti di questo periodo è quello dei nativi americani, cui dedica una serie di disegni e sculture tratte da vecchie fotografie. Fu l'unica artista a rispondere all'invito proveniente da un gruppo di nativi americani perché venisse realizzata un'opera d'arte per la loro sezione del padiglione americano nel 1992 alla Fiera mondiale di Siviglia: per questa occasione Marisol creò Blackfoot Delegation to Washington 1916 (1993), in cui rappresentò il tentativo della tribù dei Piedi Neri di negoziare con il governo degli Stati Uniti i diritti sulla terra.
Nel 1997 ricevette il Premio Gabriela Mistral dall'Organizzazione degli Stati Americani per il suo contributo alla cultura interamericana.

### Ultimi anni e morte
Nel 2004 alcune delle opere di Marisol vennero esposte alla mostra di artisti della collezione latinoamericana e caraibica del Museum of Modern Art intitolata MoMA at El Museo. Il suo lavoro sviluppò un crescente interesse, culminato in una grande retrospettiva nel 2014 al Memphis Brooks Museum of Art di Memphis.
Escobar visse i suoi ultimi anni nel quartiere TriBeCa di New York. Verso la fine della sua vita soffrì del morbo di Alzheimer. Morì il 30 aprile 2016 a causa di una polmonite, all'età di 85 anni.
Alla sua morte, l'artista lasciò in eredità il suo patrimonio al Buffalo AKG Art Museum (all'epoca Albright-Knox) che comprende oltre 100 sculture, 150 opere su carta, migliaia di fotografie e diapositive, un piccolo gruppo di opere di altri artisti collezionate da Marisol, oltre all'archivio, la biblioteca, gli studi e gli strumenti dell'artista.

## Mostre

### Personali
- 1958 - Leo Castelli Gallery, New York[105]
- 1962 - New York Stable Gallery
- 1965 - Arts Club of Chicago
- 1966, 1967, 1973, 1975, 1981, 1984, 1989 - Sidney Janis Gallery New York
- 1967 - Hanover Gallery, London
- 1968 - Boymans van Beuningen Museum, Rotterdam
- 1970 - Moore College of Art, Philadelphia
- 1974 - Estudio Actual, Caracas
- 1975 - Realism and Reality, Kunsthalle, Darmstadt
- 1981 - Artists and Artistes by Marisol, Sidney Janis Gallery, New York
- 1988 - Boca Raton Museum of Art, Florida
- 1989 - Marisol, Recent Sculpture, Gallery Tokoro, Tokyo
- 1991 - Magical Mixtures: Marisol Portrait Sculpture, National Portrait Gallery Washington, DC
- 2001 - Marisol, Neuberger Museum of Art, Purchase, NY; Delaware Art Museum, Wilmington
- 2007 - Neuhoff Edelman Gallery (retrospective)
- 2022 - Marisol and Warhol Take New York, Andy Warhol Museum
- 2023-2025 -  Marisol: A Retrospective, Montréal Museum of Fine Arts (7 ottobre 2023-21 gennaio 2024), Toledo Museum of Art, Buffalo AKG Art Museum, Dallas Museum of Art[9]

### Collettive
- 1957 - Leo Castelli Gallery, New York, Marisol, Jasper Johns e Robert Rauschenberg
- 1961 - The Art of Assemblage, Museum of Modern Art, New York; Museum of Contemporary Art, Dallas; Museum of Modern Art, San Francisco
- 1967 - American Sculpture of the Sixties, Museum of Modern Art, New York
- 1968 - Venice Biennale
- 1968 - Dokumenta IV, Kassel
- 1969 - Hayward Gallery, London
- 1985 - Forms in Wood, American Sculpture of the 1950s, Philadelphia Art Museum
- 1997 - Marisol, Robert Murray, Jay Wholley, Grounds for Sculpture, Hamilton, NJ
- 2003–2004 - JFK and Art, Bruce Art Museum; Norton Museum of Art, West Palm Beach, FL
- 2013 - Sweet Dreams, Baby! Life of Pop, London to Warhol, Albright-Knox Gallery, Buffalo, NY
- 2014 - MCA DNA: Warhol and Marisol, Museum of Contemporary Art, Chicago

## Collezioni
Il Buffalo AKG Art Museum ha ricevuto in eredità il patrimonio dell'artista, dopo la sua morte, attestandosi come la collezione al mondo più consistente e varia delle sue opere. Altri suoi famosi lavori sono esposti al MoMa (tra le opere più note, The Family, 1962; Love, 1962; LBJ, 1967), al Metropolitan Museum of Art, al Whitney Museum of American Art di New York, dove si trova la scultura Women and Dog (1964), al Toledo Museum of Art, Ohio, in cui è esposto il famoso tableau The Party (1965-1966).

## Premi
- 1997 - Premio Gabriela Mistral (Premio Interamericano de Cultura "Gabriela Mistral")[110]
- 2016 - Medaglia d'arte Paez 2016 della VAEA (Venezuelan American Endowment for the Arts)[111]

## Critica

### Rapporto con la pop art
Definita dallo scrittore e regista Paul Gardner "una delle pioniere meno comprese della Pop Art" e "l'unica donna sopravvissuta del movimento", Marisol è stata spesso associata negli anni sessanta ad artisti pop come Roy Lichtenstein ed Andy Warhol, con i quali aveva stretto amicizia.
Fin dai suoi esordi, tuttavia, la sua collocazione è stata controversa. Nel suo libro del 1965 Pop art, John Rublowsky, sebbene annoveri Marisol in questa corrente artistica, introdotta a New York da tre gallerie d'arte - Leo Castelli, Green e Stable - due delle quali protagoniste della scoperta e del successo dell'artista, in un'altra parte del libro la ammette con riserva tra gli artisti pop pienamente riconosciuti, definendola, insieme ad altri, "più strettamente legata all'ethos astratto-espressionista"
Un anno dopo Lucy R. Lippard, dopo aver indicato come maestri inequivocabili della cultura pop cinque artisti newyorkesi - Andy Warhol, Roy Lichtenstein, Tom Wesselmann, James Rosenquist e Claes Oldenburg - colloca Marisol tra gli artisti solo "vagamente legati al Pop", mettendo in discussione la connotazione della loro ispirazione: quella di Marisol, sostiene la critica d'arte statunitense, "è un'arte popolare sofisticata e teatrale che riflette giustamente il suo bel viso. Ma ha poco a che fare con la pop art, a parte il suo approccio impassibile e tocchi di umorismo. Marisol raramente, se non mai, utilizza motivi commerciali, sebbene i suoi John Wayne e The Kennedy Family rientrino nell'iconografia pop, e il suo umorismo sia chic e attuale".
Una posizione condivisa anche dallo storico dell'arte Peter Selz, per il quale "artisti che utilizzano immagini e temi della cultura popolare [...] non sono necessariamente praticanti della pop art", e da Whitney Chadwick, autrice di un libro sull'arte delle donne dal medioevo al postmodernismo, che ricorda come le fonti del lavoro della scultrice vadano collocate "nell'arte precolombiana, nelle prime sculture popolari americane e nelle immagini oniriche surrealiste".
Sottolinea invece il legame della scultrice con la cultura pop lo storico dell'arte Albert Boime, secondo il quale il lavoro di Marisol esprimerebbe una componente essenziale da cui quella corrente artistica trasse ispirazione: i cartoni animati e i fumetti. Il loro stile, a suo parere, informa il lavoro dell'artista, la stravaganza delle caricature che connotano le sue caratterizzazioni sociali e politiche, l'utilizzo "grafico" della terza dimensione, la forma squadrata dei corpi, l'aggiunta di disegni e materiali estranei, "proprio come i fumetti fecero il loro ingresso nell'arte alta attraverso il collage, il precursore dell'assemblaggio".
Marisol, che riconobbe tra le sue fonti d'ispirazione i fumetti letti negli anni della sua infanzia, avrebbe ricevuto un ulteriore stimolo nell'uso di questa forma espressiva, matrice della sua visione artistica, nei suoi primi studi d'arte al Jepson Art Institute e all'Art Students League, dove ebbe per insegnanti Yasuo Kuniyoshi e Howard Warshaw; il primo la introdusse alla rappresentazione di tipi femminili urbani, avvicinandola ad un approccio caricaturale e all'uso del senso dell'umorismo; il secondo, che lavorò per un periodo per la Warner Bros. Animation disegnando Bugs Bunny, e in seguito disegnò per Walt Disney Company, l'avrebbe ulteriormente introdotta al mondo delle strisce e dei cartoon, offrendole un'alternativa all'espressionismo astratto attraverso un "ritorno alla figurazione".
Le suggestioni dell'arte del fumetto e dei cartoons, secondo Boime, sarebbero visibili nei disegni e nella grafica dell'annuario di Westlake cui la studentessa fu autrice nel 1949, al suo ultimo anno di liceo, così come l'influenza di questo medium avrebbe connotato le opere di un'intera generazione di artisti nati intorno agli anni trenta, tra cui "Claes Oldenburg, Mel Ramos, Andy Warhol, Tom Wesselmann, James Rosenquist e, naturalmente, Roy Lichtenstein, il più anziano di questo gruppo," tutti associati in un modo o nell'altro al Pop.
Marisol non avrebbe attinto direttamente le sue opere dai media popolari, e diversamente da Warhol e Lichtenstein che non erano soliti intervenire con ironia o comicità sulle immagini riproposte dai mass media, nei suoi assemblaggi tridimensionali avrebbe rappresentato in modo stravagante, a volte ironico e pungente, le celebrità e le tipologie sociali, compresa la loro fisicità, il loro stile di abbigliamento, richiamando, tuttavia, tratti caratteristici della pop art.
Secondo la critica d'arte Eleonor Heartney, il lavoro di Marisol occupa una nicchia tra le due sensibilità che caratterizzavano il mondo artistico degli anni sessanta: il tramontante movimento espressionista e l'emergente pop art, "combinando il commento sociale e l'arguzia ironica del Pop con un'acuta intuizione psicologica e la consapevolezza della relazione spesso difficile tra gli individui e la società che li circonda".

### Critica femminista
Nel suo saggio su Marisol, la docente statunitense di storia dell'arte Cécile Whiting ripercorre le interpretazioni e i giudizi formulati dai critici su lavoro di Marisol e sulla sua stessa figura di artista a partire dalla metà degli anni sessanta, rileggendoli alla luce delle teorie femministe di Luce Irigaray e Mary Ann Doane.

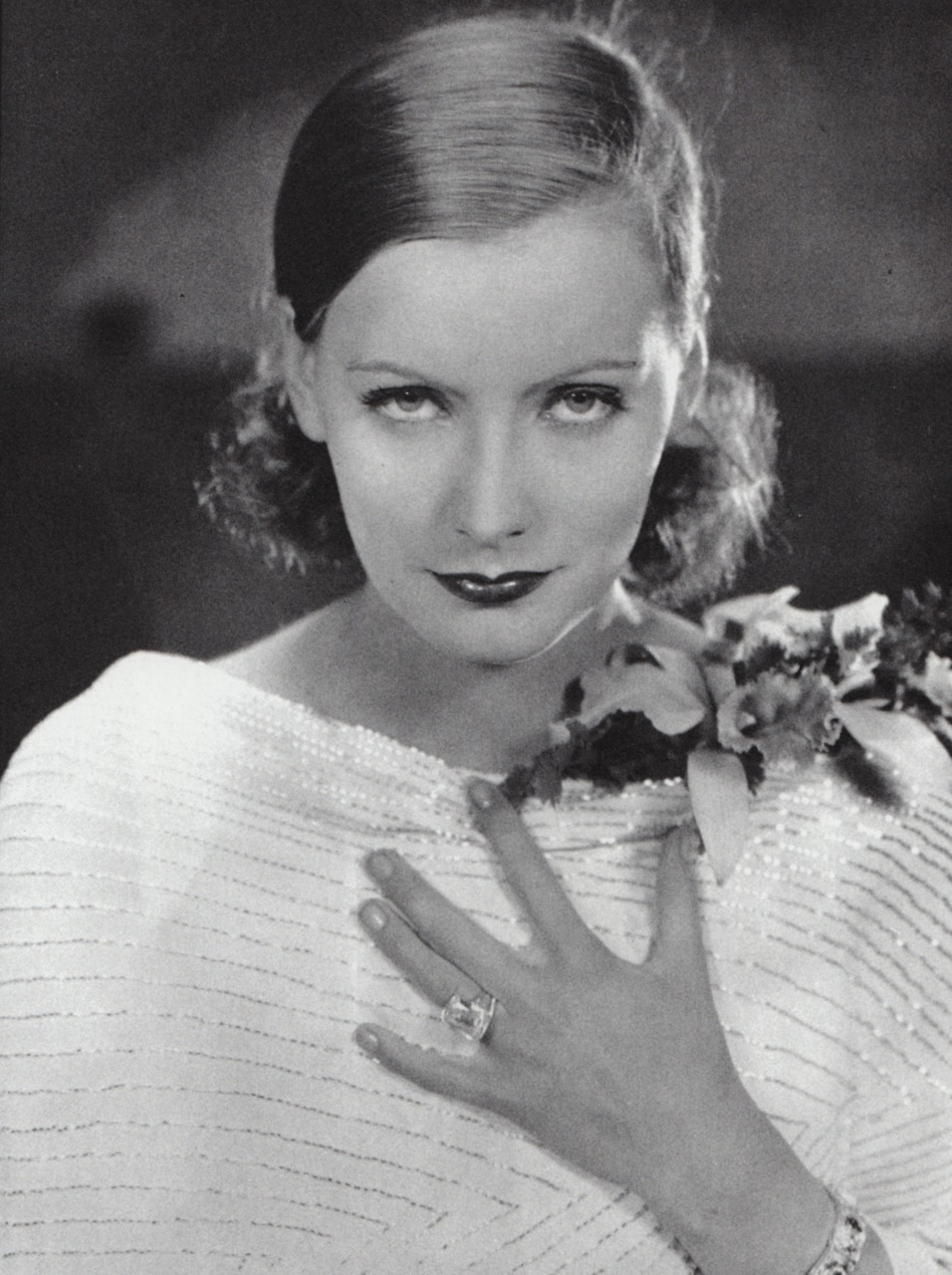
Greta Garbo, cui spesso venne associata Marisol, per il suo fascino e il suo enigmatico silenzio

L'aspetto comune che la studiosa rileva nei saggi e nelle recensioni critiche dedicate alla scultrice fin dai suoi esordi, specie per quanto riguarda il suo controverso rapporto con la pop art, è la "femminilizzazione" della sua opera, la connotazione di Marisol come personaggio problematico di "artista donna", considerazioni che avrebbero contribuito alla sua emarginazione dal canone modernista formulato a metà degli anni '60 e, paradossalmente, dal gruppo di artiste sostenute dal movimento artistico femminista degli anni '70.
I primi studi sulla pop art di Lucy Lippard (1965) e di John Rublowsky (1966), nei quali venne assegnata una posizione marginale all'opera di Marisol, sarebbero stati determinanti per le successive valutazioni dei critici, perché avrebbero contribuito a demarcare i confini della pop art rispetto alle precedenti pratiche estetiche e a codificarne il canone, sulla base della contrapposizione maschile/femminile. Sia Lippard che Rublowsky, secondo Whiting, avrebbero enfatizzato l'opposizione tra la "sensibilità" dell'espressionismo astratto e l' "anti-sensibilità", l'impersonalità, l'impassibilità del Pop.
La posizione periferica di Marisol venne da loro attribuita al suo stile umoristico e satirico, "folk", ingenuo e "primitivo", stereotipo della femminilità - Lippard scrisse che l'arte di Marisol rifletteva "il suo bel viso" - estraneo all'attenzione per le questioni formali e al distacco con cui gli artisti pop guardavano alla cultura di massa.
La studiosa statunitense analizza inoltre come non solo la produzione artistica, ma anche il personaggio di Marisol come "artista donna", il suo background e la sua personalità siano state sottoposte a un'attenzione particolare da parte dei critici e della stampa; Warhol l'aveva definita, con una sorta di condiscendenza sessista, "la prima ragazza artista con il glamour" e giornali e riviste non indugiarono nel sottolinearne l'aspetto fisico, evocatore di "una bellezza aristocratica e straniera", a insistere sulla sua aura di mistero, reinventandola "come un segno del femminile inconoscibile".
Le immagini del suo volto e i calchi di parti del suo corpo inserite nelle sue sculture sarebbero stati associati alla sua personalità enigmatica, come si rileva nella recensione di Brian O’Doherty della mostra alla Stable Gallery del 1964, intitolata The Enigma of the Self-Image, e prova del suo narcisismo, come avrebbe commentato April Kingsley nel 1973 in un articolo del New York Letter; unite all'interesse dell'artista per gli abiti e la moda, evidenziato da molte riviste che la usarono come icona del "glamour", queste categorizzazioni, secondo Whiting, collocarono Marisol nella categoria del femminile, oggetto "degli sguardi investigativi e spettatoriali maschili", piuttosto che in quella dell'artista moderno.
Questo posizionamento dell'opera e del personaggio di Marisol durante gli anni sessanta ne avrebbe determinato il declino e la scomparsa nel decennio successivo dalle pagine della critica d'arte; la nuova generazione di scrittori l'avrebbe giudicata poco rilevante, e il movimento femminista non avrebbe ritenuto opportuno valorizzare le sue opere che "sembravano riflettere, acriticamente, i valori di una femminilità percepita come oppressiva per le donne."

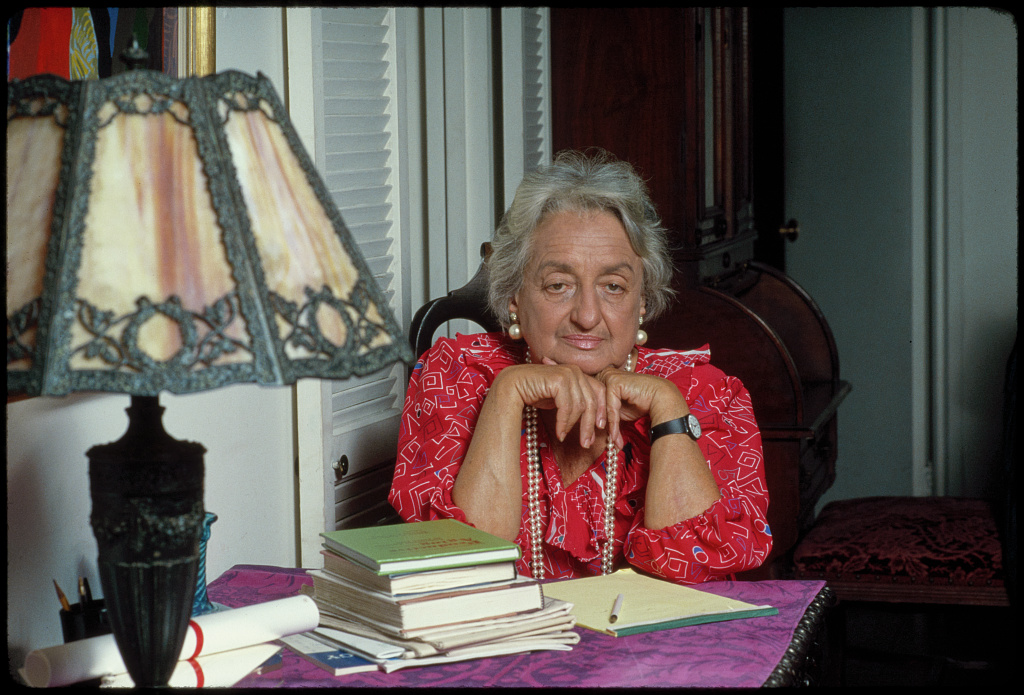
Betty Friedan, autrice de La mistica della femminilità (1963)

Negli anni ottanta fu oggetto di rivalutazione in diversi saggi, tra cui l'articolo di Joan Semmel e April Kingsley pubblicato su Woman's art journal, nel quale viene apprezzata per aver attaccato i cliché sessuali con le sue sculture intrappolate nei ruoli di genere, e nell'articolo su Arts della docente d'arte e curatrice museale Roberta Bernstein intitolato Marisol’s Self-Portraits: The Dream and the Dreamer, in cui la scultrice viene accostata all'attivista Betty Friedan, autrice nel 1963 del libro La mistica della femminilità, ritenendo presente in entrambe la denuncia degli "stili di vita superficiali e limitati delle donne confinate nei ruoli tradizionali segregati in base al sesso".
Whiting tuttavia prende le distanze da questa opera di riscoperta femminista, perché perpetuatrice del "regime della femminilità", legata alla definizione di donna come "costrutto". Utilizzando il concetto di "masquerade" di Mary Ann Doane, sostiene che le sculture di Marisol, come Party e Women and dog, ricche di elementi contraffatti, esprimono la "donna" solo attraverso una babele di pratiche rappresentative", nelle quali la femminilità non è un'entità stabile, ma il risultato di un assemblaggio, una costruzione sociale, una "mascherata".
Utilizzando il concetto di "mimesi" elaborato da Luce Irigaray, la studiosa statunitense sostiene che Marisol, incorporandosi nella sua scultura con autoritratti e calchi del proprio corpo, applicando tratti iperbolici, la parodia e la teatralità nelle rappresentazioni delle sue figure femminili, attraverso il gioco dell' "imitazione" e dello svelamento, negherebbe "l'esistenza di un soggetto femminile coerente, naturale ed essenziale" e renderebbe visibile come la “logica maschile costruisce la femminilità".
La femminilità di Marisol, conclude Whiting, non dovrebbe quindi essere il criterio oppositivo su cui viene costruito il canone della pop art, o in base alla quale gli uomini possono misurare la loro mascolinità, perché essa rivela solo la base contingente e fittizia su cui si fondano le "antinomie polarizzate di genere".